# Sol Campbell
Sulzeer ("Sol") Jeremiah Campbell (Londen, 18 september 1974) is een Engels voetbalcoach en voormalig betaald voetballer die bij voorkeur als centrale verdediger speelde. Van 1996 tot en met 2007 speelde hij 73 interlands voor het Engels voetbalelftal. Hij beëindigde zijn loopbaan op woensdag 2 mei 2012.

## Clubcarrière
Campbell was als centrale verdediger een van de steunpilaren van Tottenham Hotspur, waar hij in december 1992 debuteerde in de hoofdmacht. Na enkele jaren in de hoofdmacht van de Spurs te hebben gespeeld, stapte hij transfervrij over naar aartsrivaal Arsenal, omdat hij vond dat hij daar wel om prijzen zou kunnen spelen. Vanaf dat moment werd hij door de fans van Tottenham Hotspur uitgemaakt voor Judas als de Spurs tegen Arsenal speelden.
Op 1 februari 2006 verliet Campbell tijdens de rust van Arsenal - West Ham in overspannen toestand het Highbury-complex. Drie dagen later was hij weer terecht. De reden van zijn verdwijning is niet bekend. In de zomer van 2006 verliet hij Arsenal na vijf jaar dienst en speelde hij tot 2009 voor Portsmouth FC.
In 2009 tekende hij een contract voor twee seizoenen bij vierdeklasser Notts County. Nog geen vier weken later ontbond Campbell zijn contract en keerde hij terug naar Arsenal FC. Na dat seizoen tekende Campbell bij promovendus Newcastle United, dat hem tot medio 2011 onder contract had. Op woensdag 2 mei 2012 kondigde de clubloze Campbell het einde van zijn voetbalcarrière aan.

## Interlandcarrière
Campbell debuteerde op 18 mei 1996 in het Engelse nationale team in een vriendschappelijke wedstrijd tegen Hongarije, die met 3-0 werd gewonnen onder meer door twee treffers van Darren Anderton. Hij viel in dat duel na 65 minuten in voor Paul Ince. In het Engels voetbalelftal vormde hij een duo in de verdediging met Arsenal-speler Tony Adams en speelde daarmee Gareth Southgate uit het team.

## Trainersloopbaan
Hij tekende in november 2018 voor 18 maanden als hoofdtrainer bij Macclesfield Town FC. Half augustus 2019 stapte hij op. In oktober 2019 werd Campbell aangesteld als trainer van Southend United FC.

## Na het voetbal
Sol Campbell heeft zich in juni 2015 kandidaat gesteld voor de functie van burgemeester van Londen. Hij wil meedoen aan de verkiezingscampagne namens de Conservative Party.

## Statistieken
| Seizoen | Club              | Land              | Competitie          | Wed. | goals |
| ------- | ----------------- | ----------------- | ------------------- | ---- | ----- |
| 1992/93 | Tottenham Hotspur | Vlag van Engeland | Premier League      | 1    | 1     |
| 1993/94 | Tottenham Hotspur | Vlag van Engeland | Premier League      | 34   | 0     |
| 1994/95 | Tottenham Hotspur | Vlag van Engeland | Premier League      | 30   | 0     |
| 1995/96 | Tottenham Hotspur | Vlag van Engeland | Premier League      | 31   | 1     |
| 1996/97 | Tottenham Hotspur | Vlag van Engeland | Premier League      | 38   | 0     |
| 1997/98 | Tottenham Hotspur | Vlag van Engeland | Premier League      | 34   | 0     |
| 1998/99 | Tottenham Hotspur | Vlag van Engeland | Premier League      | 37   | 6     |
| 1999/00 | Tottenham Hotspur | Vlag van Engeland | Premier League      | 29   | 0     |
| 2000/01 | Tottenham Hotspur | Vlag van Engeland | Premier League      | 20   | 2     |
| 2001/02 | Arsenal           | Vlag van Engeland | Premier League      | 31   | 2     |
| 2002/03 | Arsenal           | Vlag van Engeland | Premier League      | 33   | 2     |
| 2003/04 | Arsenal           | Vlag van Engeland | Premier League      | 35   | 1     |
| 2004/05 | Arsenal           | Vlag van Engeland | Premier League      | 16   | 1     |
| 2005/06 | Arsenal           | Vlag van Engeland | Premier League      | 20   | 2     |
| 2006/07 | Portsmouth        | Vlag van Engeland | Premier League      | 32   | 1     |
| 2007/08 | Portsmouth        | Vlag van Engeland | Premier League      | 31   | 1     |
| 2008/09 | Portsmouth        | Vlag van Engeland | Premier League      | 32   | 0     |
| 2009    | Notts County      | Vlag van Engeland | Football league Two | 1    | 0     |
| 2010    | Arsenal           | Vlag van Engeland | Premier League      | 11   | 0     |
| 2010/11 | Newcastle United  | Vlag van Engeland | Premier League      | 8    | 0     |

| WK-statistieken                 | Club                | Positie    | W |   |   | D | A |   |   |   |
| ------------------------------- | ------------------- | ---------- | - | - | - | - | - | - | - | - |
| Engeland op het WK voetbal 2006 | Newcastle United FC | Verdediger | 1 | 0 | 1 | 0 | 0 | 0 | 0 | 0 |

## Erelijst
Arsenal FC
- Premier League

2002, 2004
- FA Cup

2002, 2003, 2005
 Portsmouth FC
- FA Cup

2008